# Danacto de Aulona
Danacto de Aulona (en latínː Danactus o Danax) (s. IX), fue un diácono ilirio, que sufrió el martirio, en el siglo IX. Es venerado por la iglesia católica, el 16 de enero.

## Hagiografía
Es muy poco lo que se sabe sobre Danacto. Entre su información, se sabe que nació en Valona, una ciudad de Iliria.
Cuando fue mayor, llegó a Salento, para oficiar como diácono, en la Iglesia de Santa María de Leuca. 
Cuando los sarracenos invadieron el lugar, Danacto escondió el copó, que contenía a la Eucarisía, para que no fuese profanada por los enemigos.
Luego de poner a salvo a la Eucaristía, los sarracenos asesinaron a Danacto, apaleandolo hasta desangrarlo.